# مقداد السهيلي
مقداد السهيلي (4 أفريل 1957 -)، فنان جاز تونسي.

## حياته الفنية
وُلد الفنّان مقداد السهيلي بتونس، وبالتّحديد بحيّ الحلفاوين، بدأ شروعه في الانشودة القرآنية في سن 6 في المدرسة حيث كان والده يدرس. قرر أن يستقر في مونتريال في عام 1999، على أمل أن يعطي أكثر العنان لإلهام له، من تجربة موسيقية مجزية والأصلية وإعماله من قبل الإفراج عن قرص مضغوط. في عام 2001، قدم قضيته إلى الاتجاه الفني للمهرجان الجاز الدولي مونتريال قبول طلبه، ويقدم له الفرصة لأداء 30 يونيو 2001 على المسرح «لابات أزرق فاتح،» واحدة من مشهدين عملاقة مهرجان.في عام 2002 قرر له بالعودة إلى تونس.
في عام 2004، زين بشارة وسام الاستحقاق الثقافي التي منحت من قبل رئيس الجمهورية.

## الحياة الشخصية
متزوج وله 6 أبناء هم أنور وناظم وقصي ورباب وشامة ومي، وهو يشجع النادي الإفريقي.

## أعماله

### قائمة الألبومات
- ماشي - 1988
- حروفنا - 1990
- موسيقى اليوم - 1995
- لا - 2004
- مواويلي - 2005

### المسرحيات
- 32 جويلية
- حسين في بيكين، (إخراج: زهير الرايس)، 2021

### أوبيرات
- من أجل الحب والسلام، 2017

### أخرى
- أغنية: قللي ولا تخبيش (غناء: جورج وسوف، كلمات وألحان: مقداد السهيلي)، 1987